# 웨이훙
웨이훙(위굉, 중국어 간체자: 魏宏, 1954년 5월 ~ )은 중화인민공화국의 정치인이다. 쓰촨성 성장을 역임했다.

## 생애
산둥성 이난 현 출신으로 1970년 군에 입대하여 철도병기계단 11연대 전사, 소대장, 부정치지도원 등으로 복무했다. 1973년 6월 중국 공산당에 입당했고, 1978년 3월 창사철도병학원(현재의 중국 인민해방군 국방과학기술대학)이 입학하여 1979년 정치학부를 졸업했다. 1982년 12월 웨이훙은 쓰촨성 용촨지구 용촨현 인사국 간부로 자리를 옮겼고, 1984년 9월부터 1986년 7월까지 충칭사범학교에서 당정관리학을 공부했다. 졸업 후 웨이홍은 쓰촨성 당위원회 조직부에서 들어가 부처장과 부비서장, 비서장, 부부장 등을 지냈다. 2000년 8월 웨이훙은 중국공산당 야안지구 위원회 서기로 임명되었고 같은해 12월 야안시가 생기면서 야안시 시위원회 서기를 맡았다. 2002년 중국공산당 쓰촨성 조직부 상무 부부장을 거쳐 부장에 임명되었고 같은해 12월 중국공산당 쓰촨성 상무위원이 되었다. 2007년 5월 쓰촨성 당위원회 상무위원 겸 쓰촨성 인민정부 부성장에 올랐고 당조 부서기에 임명되었다. 2012년 5월, 쓰촨성 인민정부 상무 부성장과 당조부서기를 역임했다.
2012년 중공 쓰촨성 당위원회 부서기 리춘청이 쓰촨성 인민정부 부서기로 승진한 후 웨이훙은 쓰촨성 인민정부 상무 부성장을 맡았고 2013년 1월 쓰촨성 인민정부 성장 대리로 임명되었다. 2013년 1월 29일 정식으로 쓰촨성 인민정부 성장으로 선출되었다.